# Ronnie Clayton
Ronald "Ronnie" Clayton (Preston, 5 de agosto de 1934 - 29 de outubro de 2010) foi um futebolista inglês que atuava como meia.

## Carreira
Ronnie Clayton fez parte do elenco da Seleção Inglesa que disputou a Copa do Mundo de 1958.

## Ligações Externas
- Perfil em FIFA.com (em inglês)